# Долговка (Псковская область)
Долговка — деревня в Бежаницком районе Псковской области России. Входит в состав сельского поселения Бежаницкое.

## География
Деревня находится на юго-востоке центральной части Псковской области, в пределах Бежаницкой возвышенности, на правом берегу ручья Гвоздика (приток реки Шеловицы), на расстоянии примерно 8 километров (по прямой) к югу от посёлка городского типа Бежаницы, административного центра района.

### Часовой пояс
Деревня Долговка, как и вся Псковская область, находится в часовой зоне МСК (московское время). Смещение применяемого времени относительно UTC составляет +3:00.

## История
До 2005 года входила в состав ныне упразднённой Аполинской волости. С 2005 по 2015 годы — в состав Бежаницкой волости.

## Население
| 2001 | 2002 | 2010 |
| ---- | ---- | ---- |
| 0    | →0   | →0   |